# Маркијан Александријски
Патријарх Маркијан, био је осми патријарх и поглавар (папа) Александријске патријаршије. Устоличен је у месецу хатхор 141. године за време владавине римског цара Антонина Пије. Маркиан је рођен у Александрији, Египту и био је декан катехистичке школа у Александрије (такође позната као Богословски факултет у Александрији).
Био је достојан избора за патријарха због његових врлина и његовом карактеру који је био за похвалу. Он је испунио наде оних који су га изабрали, након његовог устоличења, пратио је путеве својих претходника. Радо је на исти начин да увери душе и подигне морал, упркос прогонима који су били жестоки у то време. Непрестано се борио за то током девет година, два месеца и двадесет шест дана, и преминуо је 6. тобија (14. јануар), 152. године по Христу.